# SM UB-14
SM UB-14 – niemiecki jednokadłubowy okręt podwodny typu UB I zbudowany w stoczni AG Weser w Bremie w latach 1914-1915. Zwodowany 23 marca 1915 roku, wszedł do służby w Kaiserliche Marine 25 marca 1915 roku. Służbę rozpoczął we Flotylli Pola (Deutsche U-Halbflotille Pola) 1 lipca 1915 roku. 24 listopada 1915 roku został przeniesiony do Flotylli Konstantynopol (U-boote der Mittelmeer division in Konstantinopel), gdzie służył do chwili poddania 25 listopada 1918 roku w Sewastopolu.

## Budowa
SM UB-14 należał do typu UB-I. Był małym jednokadłubowym okrętem przeznaczonym do działań przybrzeżnych, o prostej konstrukcji, długości 28,1 metrów, wyporności w zanurzeniu 142 t, zasięgu 1650 Mm przy prędkości 5,8 węzła na powierzchni oraz 45 Mm przy prędkości 4 węzły w zanurzeniu.
Wymogiem przy projektowaniu tych okrętów była możliwość transportu koleją, dzięki temu część z nich została przetransportowana nad Adriatyk, gdzie operowały z baz austriackich. UB-14 został więc po wybudowaniu rozebrany na części, oraz w tym stanie przewieziony koleją do Puli, gdzie dotarł 12 czerwca 1915 roku. Podczas ponownego składania okrętu, 21 czerwca dowództwo jednostki objął Heino von Heimburg – dotychczasowy dowódca U-11, z którego przejął także część załogi, natomiast 24 czerwca okręt został ponownie przyjęty do służby. W przeciwieństwie do wcześniejszych dostarczonych z Niemiec okrętów, UB-14 pozostawał formalnie w służbie niemieckiej, nosząc jednak podczas służby na Adriatyku austriackie oznakowanie oraz austriackie oznaczenie U-26.

## Służba
7 lipca 1915 roku podczas pierwszego patrolu po Adriatyku, około 20 mil na południe od Wenecji, UB-14 storpedował włoski krążownik pancerny „Amalfi”. W wyniku ataku śmierć poniosło 67 członków załogi krążownika.

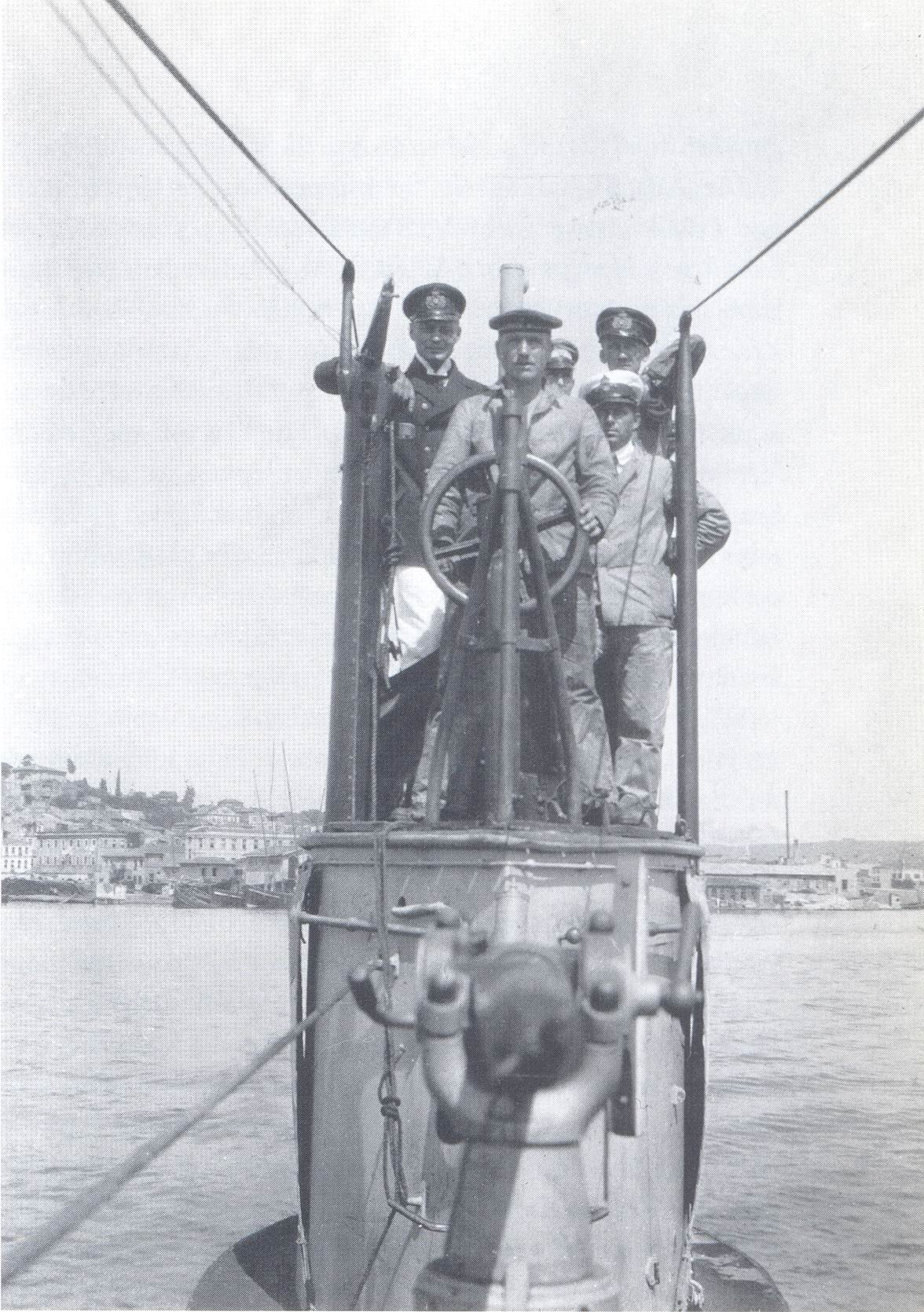
UB-14 w porcie w Konstantynopolu, z lewej kapitan Kurt Schwarz

Pod dowództwem von Heimburga UB-14 zatopił jeszcze cztery statki oraz brytyjski okręt podwodny E20. Ten ostatni sukces UB-14 osiągnął 6 listopada 1915 roku. Udany atak został przeprowadzony z zasadzki, która była możliwa dzięki niefrasobliwości dowódcy francuskiego okrętu podwodnego „Turquoise”. Gdy zaatakowany przez tureckie lekkie jednostki nawodne okręt został uszkodzony, dowódca wyrzucił „Turquoise” na brzeg i opuścił go wraz z załogą, nie dbając o zabezpieczenie znajdujących się na nim tajnych dokumentów. W trakcie przeszukania porzuconej jednostki, żołnierze tureccy znaleźli między innymi dokumenty z dokładnymi informacjami na temat zaplanowanego spotkania „Turquoise” z brytyjskim E20. Dokumenty te zostały następnie przekazane przez Turcję Niemcom. Dzięki otrzymanym informacjom, UB-14 mógł przygotować zasadzkę na okręt brytyjski. Po przybyciu E20, UB-14 z bezpośredniej bliskości (500 metrów) odpalił jedną torpedę ustawioną na głębokość 1,5 metra, której eksplozja po trafieniu w śródokręcie zniszczyła i zatopiła okręt. W wyniku ataku zginęło 21 osób, przeżyło 6 marynarzy, 2 oficerów i dowódca E20.
5 grudnia 1915 roku Heino von Heimburg został urlopowany na 2 miesiące, a na jego miejsce dowódcą UB-14 został mianowany Albrecht von Dewitz. Po powrocie z urlopu von Heimburg dowodził okrętem do 16 czerwca 1916 roku. 1 lipca na krótko został mianowany dowódcą SM UC-22, a jego miejsce zajął kapitan Kurt Schwarz, który 28 maja 1917 roku został zastąpiony przez Ernsta Ulricha. Pod dowództwem Ernsta Ulricha UB-14 odniósł swoje ostatnie zwycięstwo. 5 czerwca 1917 roku w okolicach gruzińskiego portu Poti zatopił rosyjski żaglowiec „Karasunda”. Do końca I wojny światowej jednostka służyła na Morzu Czarnym. 
Po podpisaniu rozejmu w Compiegne i zaprzestaniu działań wojennych losy okrętu nie są pewne. Według jednej z wersji UB-14 wraz z pozostałymi okrętami podwodnymi operującymi w Flotylli Konstantynopolitańskiej został 25 listopada 1918 roku przekazany wojskom Ententy w Sewastopolu i na początku 1919 roku zatopiony w pobliżu portu. Inne źródła podają, że został zezłomowany w Niemczech w 1919 roku lub na Malcie rok później. W czasie służby SM UB-14 zatopił krążownik „Amalfi”, okręt podwodny E20 oraz 5 statków o łącznej pojemności 14 335 BRT, uszkodził także jeden statek o pojemności (11 899 BRT).